# Joannes Roucourt

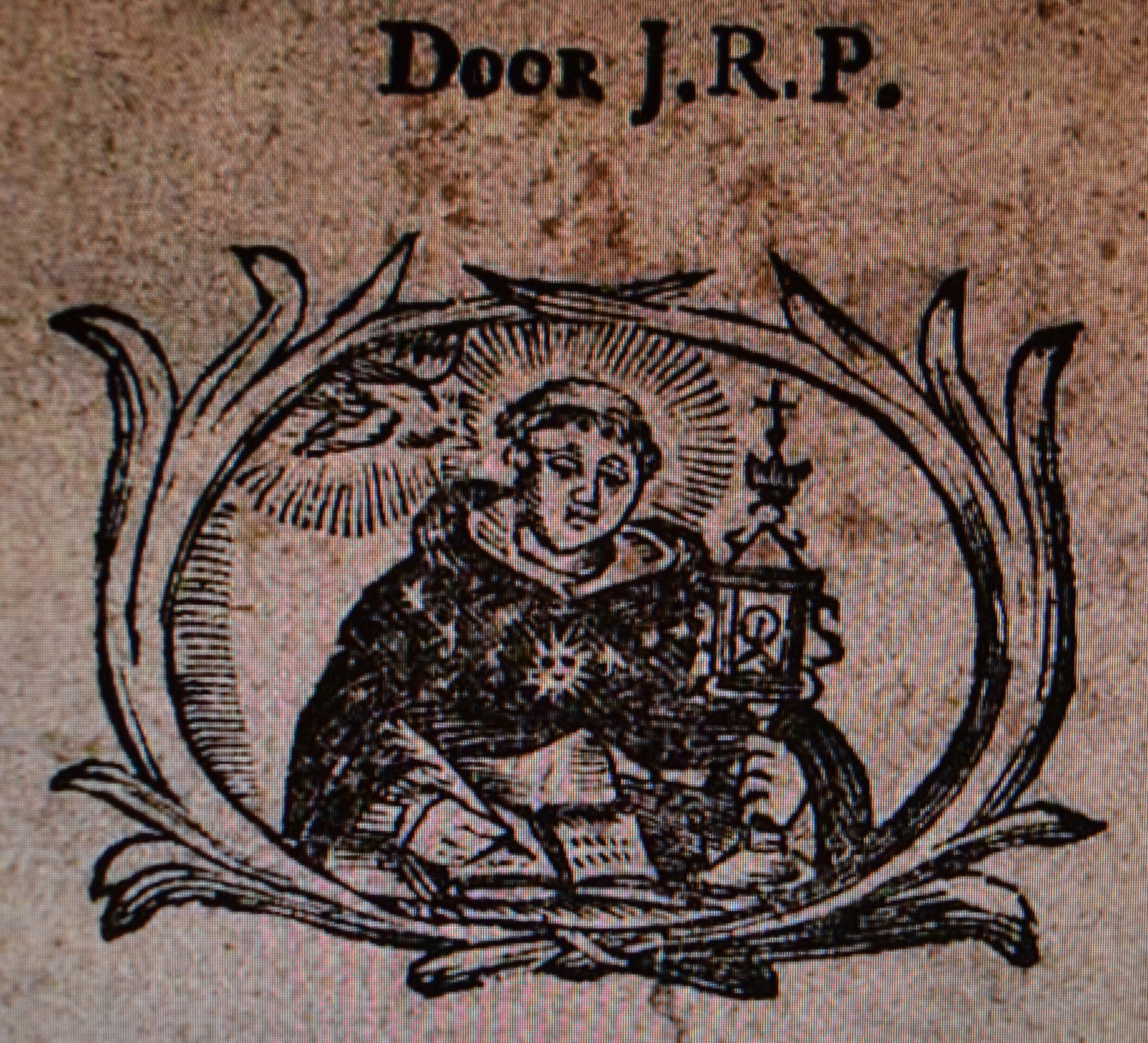
Afbeelding op het voorblad van: Aen-leydinge tot de deught van penitentie, ofte Oprechte bekeeringhe des sondaers. Door J.(oannes) R.(oucourt) P.(riester), 1673.

Joannes (Jean, Jan) Roucourt (Leuven, gedoopt op 7 juni 1636 – Brussel, 26 september 1676) was een christelijke theoloog, die in de periode 1667-1676 de functie van plebaan vervulde bij de kapittelkerk van Sint-Michiel en Sint-Goedele te Brussel.

## Leven

### Afkomst en studie
Roucourt is op 7 juni 1636 in de  Sint-Jacobskerk te Leuven gedoopt als zoon van lakenmaker Theodorus van Roucourt en Joanne Verwijst. Zijn neven Dirk Roucourt en Hendrik Rocourt (Recourt) waren respectievelijk brouwer te Diest en warmoesier te Dordrecht. Zijn voorvaderen kwamen zeer waarschijnlijk uit de regio Luik en de oorspronkelijke familienaam was de Rocourt. Op 16-jarige leeftijd voltooide Joannes zijn kandidaatsopleiding aan de Artesfaculteit van de universiteit van Leuven.
Aansluitend studeerde hij theologie, volgde colleges op "De Burcht" en behaalde in 1660 de Sacrae Theologiae Baccalaureus. Vanaf dat jaar studeerde hij ook filosofie en in 1663 behaalde Joannes zijn Sacrae Theologiae Licentiatus (S.T.L.). Hij doceerde filosofie en in het afstudeerwerk van Gerardus van der Masen "Tractatus de Aristotelis metaphysica" (1661-1662) wordt hij genoemd als hoogleraar aan de universiteit van Leuven. Joannes was op 3 april 1664 in de Sint-Petruskerk van Halen getuige bij de doop van zijn nichtje, Maria Roucourt.

### Plebaan

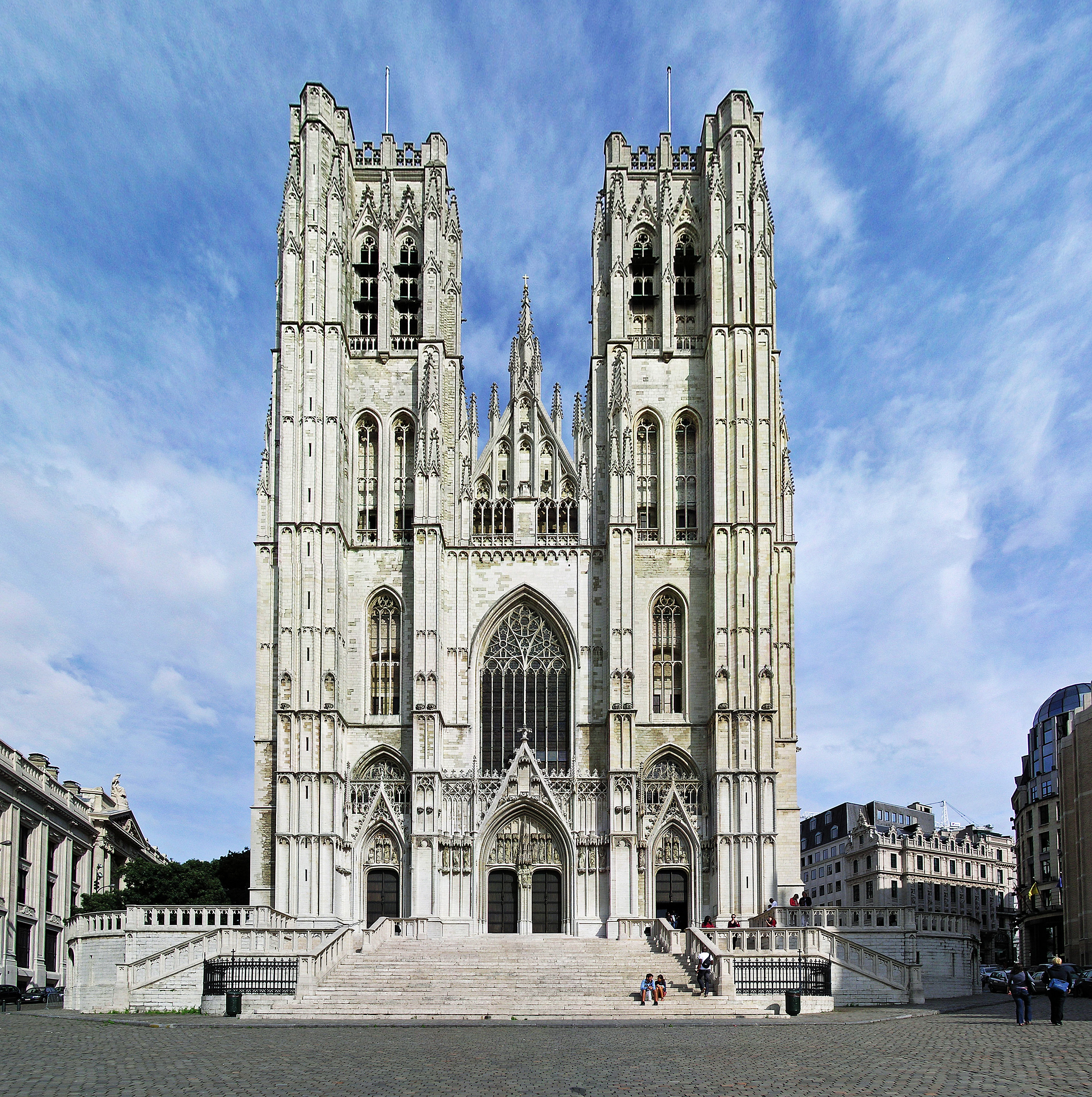
Voormalige kapittelkerk van Sint-Michiel en Sint-Goedele te Brussel. In februari 1962 kreeg ze de rang van kathedraal en sindsdien is de St-Michiel- en St-Goedelekathedraal, samen met de St-Romboutskathedraal te Mechelen, zetel van de aartsbisschop van Mechelen-Brussel.

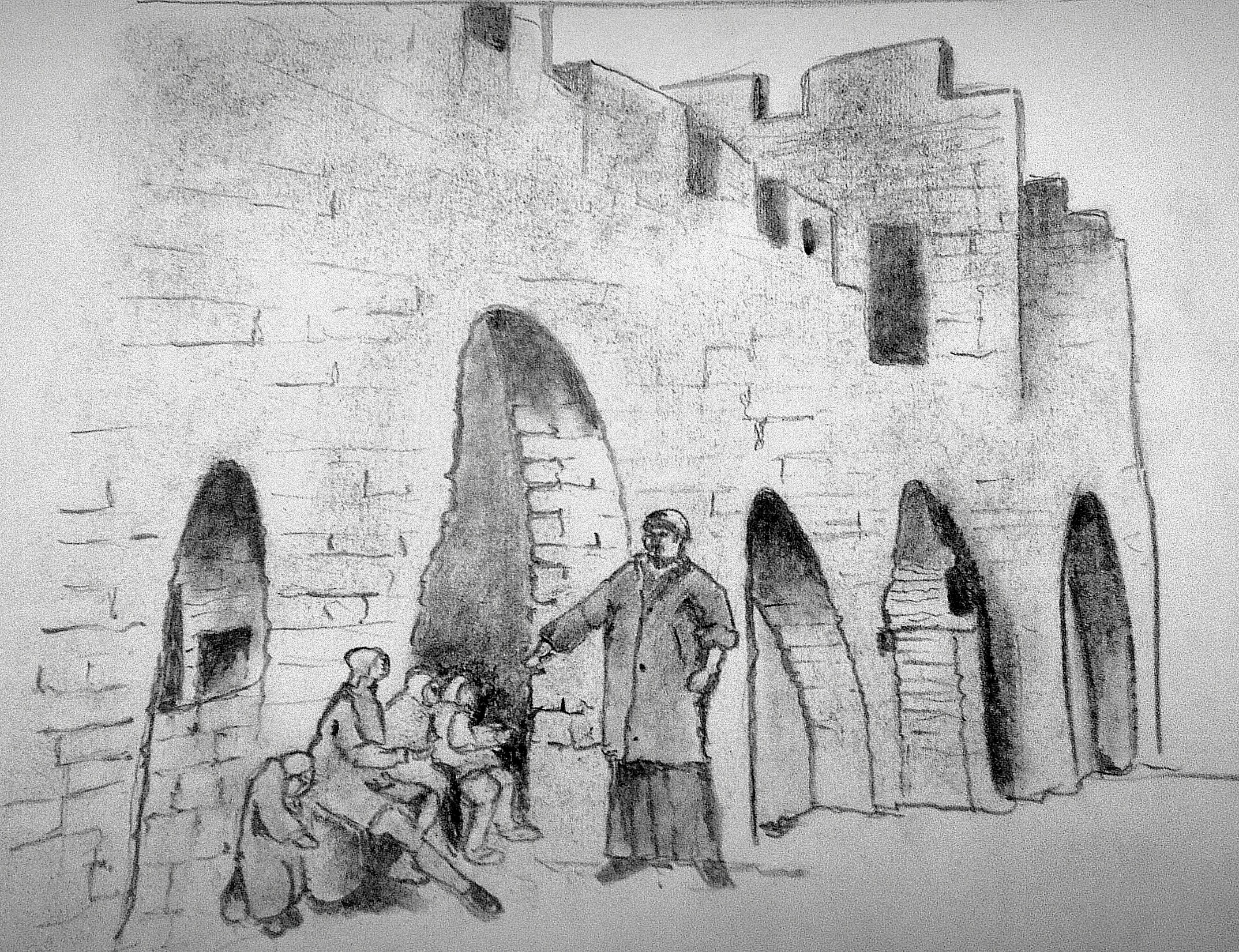
Joannes Roucourt, vader van de armen. Toen de pest heerste in Brussel, stond Joannes urenlang bij de stadsmuren aan de kant van Schaarbeek. Als hij daar mensen aantrof die met die ziekte besmet waren en die hun ziel van zonden wilden reinigen, hoorde hij hun biecht aan. Daarna troostte hij hen, gaf aalmoezen en stuurde ze naar een openbaar ziekenhuis. (Impressie uit 2015 door Ron Recourt)

In de periode 1667-1676 was Joannes plebaan van de kapittelkerk van Sint-Michiel en Sint-Goedele te Brussel en verantwoordelijk voor de zielzorgtaken in de omliggende parochie. Volgens Henne & Wauters stond hij bekend als vader van de armen en leefde hij zelf in grote soberheid. Indien hij gebruiksmiddelen kreeg van welgestelden, dan verkocht hij deze en verdeelde de opbrengsten onder de 'souffrants de Jésus-Christ'. Ook doneerde Joannes zijn inkomsten van meer dan duizend gulden, die hij verdiende met colleges aan de Oude Universiteit Leuven, aan de armen van de parochie. Volgens zijn overlijdensaankondiging zette Joannes zich sterk in voor zieken, gevangenen en soldaten. Vaak verbleef hij urenlang bij de Brusselse stadsmuren om pestlijders te troosten en met aalmoezen naar het ziekenhuis te sturen. Zijn vrijgevigheid was blijkbaar zo groot, dat hij regelmatig bij zijn vrienden moest aankloppen om te kunnen voorzien in zijn eigen levensonderhoud.

### Theoloog
Joannes Roucourt heeft middels een aantal publicaties zijn sporen nagelaten in de geschiedenis van de christelijke theologie, waaronder op het gebied van de penitentie. Zijn werken zijn gebaseerd op een sterke  pastorale gedachte en vrij van  doctrines, aldus Lucien Ceyssens. Hij wenste dat de belijders van de penitentie ook actief oefenden in de christelijke deugden en dat zij werkten aan het voorkomen van hun gebreken, zoals godslastering en vloeken. De Italiaanse kardinaal Giovanni Bona complimenteerde Roucourt in 1674 met zijn boeken en schreef o.a. aan hem (vrije vertaling):  Ik prijs uw methode van vragen en antwoorden, die heel geschikt is om gelovigen te instrueren en ketters te overtuigen. Waar anderen niet in slagen door het schrijven van (te) dikke boeken, bent U in staat om in een korte bewoording de essentie weer te geven. Joannes was ook referent van theologische werken en heeft zijn goedkeuring gegeven aan boeken van J. Vande Velde en Gummarus Huyghens.

### Overlijden

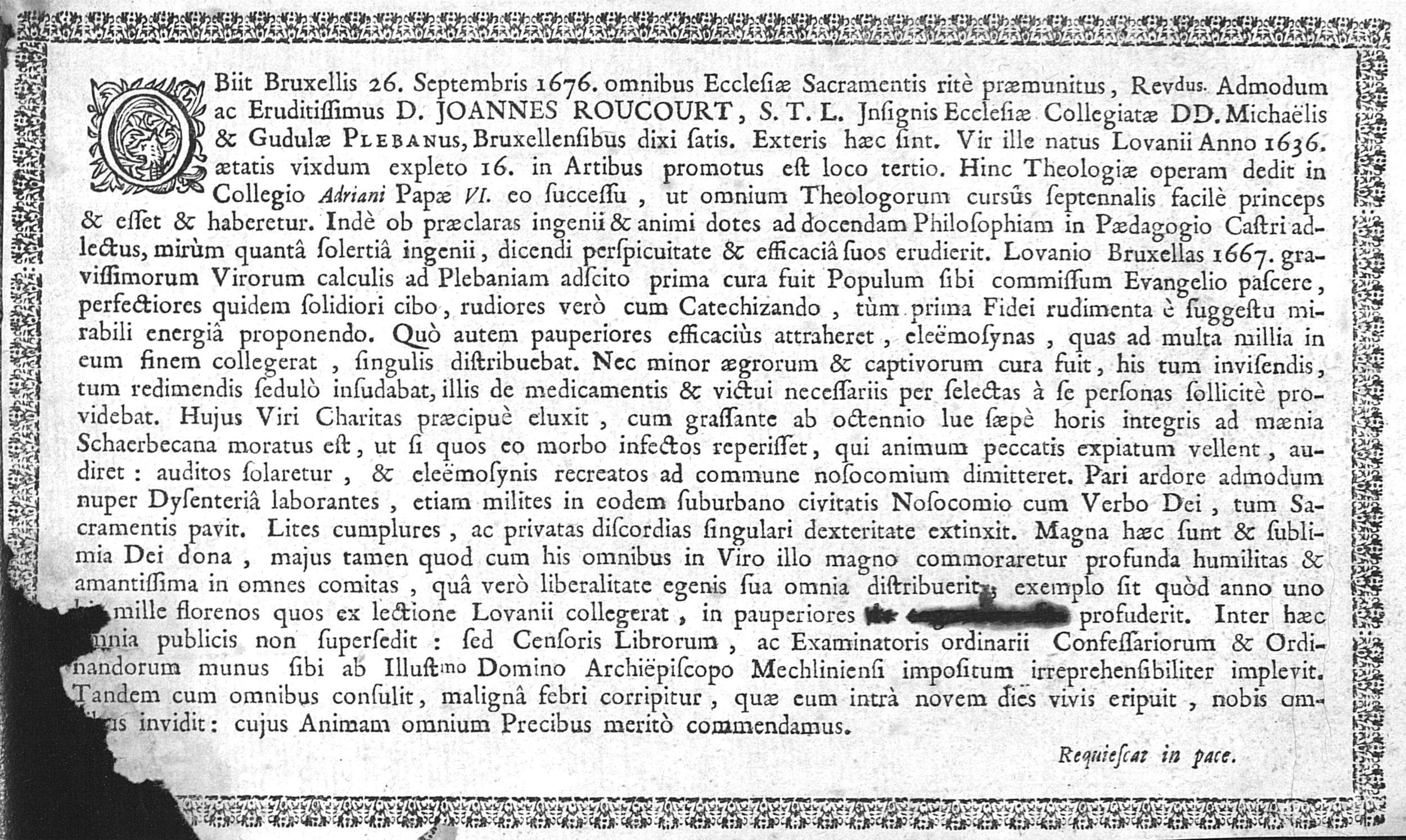
Overlijdensbericht van Joannes Roucourt opgesteld in het Latijn

Terwijl Joannes nog voor iedereen zorgde, is hij op 26 september 1676 aan een kwaadaardige koorts te Brussel overleden. Hij was toen amper veertig jaar oud. Twee dagen later is hij begraven in de kapittelkerk van Sint-Michiel en Sint-Goedele, waarschijnlijk in het graf van de familie Schockaert die een grote achting voor hem had. De eervolle overlijdensaankondiging van Joannes Roucourt is bewaard gebleven in het Rijksarchief van Brussel en beschrijft het verloop van zijn leven.